# Final da Liga dos Campeões da UEFA de 1996–97
A final da Liga dos Campeões da UEFA de 1997 foi uma partida de futebol disputada no Estádio Olímpico de Munique em 28 de maio de 1997 para determinar o vencedor da Liga dos Campeões da UEFA de 1996-97. A partida foi disputada entre Borussia Dortmund da Alemanha e Juventus da Itália. O Borussia Dortmund venceu por 3 a 1 com gols de Karl-Heinz Riedle e Lars Ricken; o gol da Juventus foi marcado por Alessandro Del Piero.

## Caminho para a final
Em sua primeira semifinal no principal torneio da Europa desde 1964, o Dortmund derrotou o Manchester United, que não chegava àquela fase desde 1969.
Na outra metade do jogo, a Juventus superou facilmente o Ajax, mesmo time que havia derrotado nos pênaltis na final do ano anterior.
| Pos | Time              | Pld | Pts |
| --- | ----------------- | --- | --- |
| 1   | Atlético Madrid   | 6   | 13  |
| 2   | Borussia Dortmund | 6   | 13  |
| 3   | Widzew Łódź       | 6   | 4   |
| 4   | Steaua București  | 6   | 4   |

| Pos | Time              | Pld | Pts |
| --- | ----------------- | --- | --- |
| 1   | Juventus          | 6   | 16  |
| 2   | Manchester United | 6   | 9   |
| 3   | Fenerbahçe        | 6   | 7   |
| 4   | Rapid Wien        | 6   | 2   |

### Reuniões anteriores
A partida contou com as mesmas equipes que competiram na final da Copa da UEFA de 1993, na qual a Juventus prevaleceu por 6 a 1 em duas partidas. Os seus dois jogadores alemães naquela final, Jürgen Kohler e Andreas Möller, tinham-se mudado para Dortmund juntamente com o brasileiro Júlio César (que não jogou na final de 1997), enquanto outros dois jogadores do Dortmund que jogaram em Munique – Stefan Reuter e Paulo Sousa – eram também antigos jogadores da Juventus, e Matthias Sammer e Karl-Heinz Riedle tinham jogado anteriormente na Serie A italiana (o substituto deste último na Lazio foi Alen Bokšić, que em 1997 tinha-se mudado para a Juventus).
Os goleiros Angelo Peruzzi e seu substituto Michelangelo Rampulla foram os únicos jogadores da Juventus de 1993 no elenco para a final de 1997 (Moreno Torricelli e Antonio Conte ainda estavam no clube, mas não participaram), com os já mencionados Kohler e Möller tendo trocado de lado. No elenco do Dortmund permaneceram o goleiro Stefan Klos, o atacante Stéphane Chapuisat e os meio-campistas René Tretschok, Reuter e o capitão do clube Michael Zorc, de quatro anos antes.
Além da final de 1993, os clubes também se encontraram nas semifinais da Copa da UEFA de 1994-95, com a Juventus avançando para a final, que perdeu para o Parma, e na fase de grupos da Liga dos Campeões da UEFA de 1995-96, com cada clube vencendo fora de casa, no entanto, a Juventus liderou o grupo e conquistou o troféu.
Nos anos seguintes, a Juventus e o Borussia Dortmund não se encontrariam novamente até as oitavas de final da Liga dos Campeões de 2014–15 – o clube italiano avançou, o que significa que venceu todas as quatro partidas (1993, 1995, Copa da UEFA, 1995 e Liga dos Campeões de 2015) no Westfalenstadion de Dortmund, com sua única derrota em solo alemão nesta final. A Juventus chegou à final daquela temporada; coincidentemente, a partida foi realizada novamente no Estádio Olímpico, na Alemanha, mas desta vez em Berlim, e o resultado foi outra derrota por 3 a 1, para o Barcelona.

## Jogo

### Resumo
Aos 29 minutos, Karl-Heinz Riedle colocou o Dortmund na frente, finalizando com um chute rasteiro de dentro da área após cruzamento de Paul Lambert da direita. Cinco minutos depois, Riedle fez 2 a 0 com uma cabeçada após escanteio cobrado por Andreas Möller pela esquerda.
No segundo tempo, o atacante da Juventus Alessandro Del Piero, que entrou como substituto, marcou de calcanhar após cruzamento da esquerda de Alen Bokšić para fazer o placar de 2 a 1.
Aos 71 minutos, o reserva de 20 anos e garoto local de Dortmund, Lars Ricken, recebeu um passe de Andreas Möller apenas 16 segundos depois de entrar em campo. Ricken tocou para Angelo Peruzzi no gol da Juve a mais de 20 metros de distância no seu primeiro toque na bola, fazendo 3 a 1 para o Dortmund. O gol de Ricken foi o mais rápido já marcado por um substituto na mesma ocasião.
Com Zinedine Zidane incapaz de causar boa impressão na Juve contra a marcação cerrada de Lambert, a vitória por 3 a 1 deu ao Dortmund seu único título da Liga dos Campeões até o momento.

### Detalhes
| Riedle |

| Cores do Time · Cores do Time · Cores do Time · Cores do Time · Cores do Time | Cores do Time · Cores do Time · Cores do Time · Cores do Time · Cores do Time |

| GK              | 1  | Stefan Klos         |     |     |
| SW              | 6  | Matthias Sammer (c) |     |     |
| CB              | 15 | Jürgen Kohler       |     |     |
| CB              | 16 | Martin Kree         |     |     |
| RWB             | 7  | Stefan Reuter       |     |     |
| LWB             | 17 | Jörg Heinrich       |     |     |
| CM              | 14 | Paul Lambert        |     |     |
| CM              | 19 | Paulo Sousa         | 23' |     |
| AM              | 10 | Andreas Möller      |     | 89' |
| CF              | 13 | Karl-Heinz Riedle   |     | 67' |
| CF              | 9  | Stéphane Chapuisat  |     | 70' |
| Substitutes:    |    |                     |     |     |
| GK              | 12 | Wolfgang de Beer    |     |     |
| MF              | 8  | Michael Zorc        |     | 89' |
| MF              | 18 | Lars Ricken         | 71' | 70' |
| MF              | 23 | René Tretschok      |     |     |
| FW              | 11 | Heiko Herrlich      |     | 67' |
| Manager:        |    |                     |     |     |
| Ottmar Hitzfeld |    |                     |     |     |

| GK             | 1  | Angelo Peruzzi (c)    |     |     |
| RB             | 5  | Sergio Porrini        | 19' | 46' |
| CB             | 2  | Ciro Ferrara          |     |     |
| CB             | 4  | Paolo Montero         |     |     |
| LB             | 13 | Mark Iuliano          | 90' |     |
| DM             | 14 | Didier Deschamps      |     |     |
| RM             | 7  | Angelo Di Livio       |     |     |
| LM             | 18 | Vladimir Jugović      |     |     |
| AM             | 21 | Zinedine Zidane       |     |     |
| CF             | 15 | Christian Vieri       |     | 71' |
| CF             | 9  | Alen Bokšić           |     | 87' |
| Substitutes:   |    |                       |     |     |
| GK             | 12 | Michelangelo Rampulla |     |     |
| DF             | 22 | Gianluca Pessotto     |     |     |
| MF             | 20 | Alessio Tacchinardi   |     | 87' |
| FW             | 10 | Alessandro Del Piero  |     | 46' |
| FW             | 16 | Nicola Amoruso        |     | 71' |
| Manager:       |    |                       |     |     |
| Marcello Lippi |    |                       |     |     |

| Árbitros assistentes: László Hamar (Hungria) Imre Bozóky (Hungria) Quarto oficial:Attila Juhos (Hungria) | Regras da partida - 90 minutos. - 30 minutos de prorrogação do gol de ouro, se necessário. - Pênaltis se o placar permanecer empatado. - Cinco substitutos nomeados. - Máximo de três substituições. |